# Ajen Yohl Mat
Ajen Yohl Mat znany też jako Aj Ne’ Ohl Mat, Ac Kan i Ahl Lawal Mat (ur. ?, zm. 8 sierpnia 612) – majański władca miasta Palenque i następca królowej Yohl Ik’nal. Panował w latach 605-612.
Zarówno data jego narodzin jak i powiązania z poprzednią władczynią nie są jasne, choć uważa się, że najpewniej był jej synem. Także jego miejsce w genealogii królewskiej Palenque pozostaje kwestią sporną, ponieważ duże znaczenie polityczne odgrywał wówczas także Janaab Pakal – syn lub mąż królowej Yohl Ik’nal. Być może nawet współrządził Palenque.
Tekst ze Świątyni Inskrypcji mówi, że 13 czerwca 606 roku władca brał udział w obchodach zakończenia jednego z okresów kalendarzowych. Ponadto za jego rządów miasto było ciągle narażone na ataki ze strony Kaan – potężnego majańskiego ośrodka, który spustoszył Palenque w 593 roku. Spornym terytorium były szczególnie obszary leżące na północny wschód od miasta. Badacze przypuszczają, że jedną z przyczyn ciągłych potyczek mogła być chęć ograniczenia wpływów Palenque, które zaczęły sięgać miasta Santa Elena leżącego nad rzeką Río San Pedro. Archeolodzy odkryli tam monument z imieniem Ajen Yohl Mata powstały prawdopodobnie w 613 roku. Najpewniej był to pośmiertny wyraz uznania zwierzchnictwa władcy nad miastem, które podporządkował sobie w 608 roku. Z tego powodu w latach 610-611, Kaan chcąc osłabić wpływy Palenque w tym rejonie regularnie je atakowało, aż 4 kwietnia 611 roku po poważnej klęsce militarnej miasto zostało zdobyte i splądrowane pod dowództwem władcy Kaan „Woluty Węża”.
Ajen Yohl Mat oraz Janaab Pakal przeżyli atak, ale społeczeństwo Palenque podzieliło się i część ludzi przeniosła się do Tortuguero.
Władca zmarł po siedmioletnim panowaniu 8 sierpnia 612 roku. Ponieważ nie posiadał potomków, a Janaab Pakal zmarł kilka miesięcy wcześniej, nastąpił kryzys dynastyczny. Ostatecznie władzę objęła córka Janaab Pakala – Sak K’uk.
Na sarkofagu Pakala Wielkiego wyryto jego imię, ale bez wizerunku. Podobna sytuacja była w przypadku Ahkal Mo’ Nahba II. Być może przyczyną takiego stanu rzeczy było to, że obaj nie pozostawili bezpośrednich spadkobierców.